# مجزرة أسطول الحرية
مجزرة أسطول الحرية هي اعتداء عسكري قامت به القوات الإسرائيلية وأطلقت عليه اسم عملية نسيم البحر أو عملية رياح السماء مستهدفةً به نشطاء سلام على متن قوارب تابعة لأسطول الحرية. حيث اقتحمت قوات خاصة تابعة للبحرية الإسرائيلية فجر الاثنين كبرى سفن القافلة «مافي مرمرة» التي تحمل 581 متضامنًا من حركة غزة الحرة -معظمهم من الأتراك- داخل المياه الدولية، وقعت تلك الأحداث فجر يوم 31 مايو، 2010 في المياه الدولية للبحر الأبيض المتوسط. وقد وصفت بأنها مجزرة، وجريمة، وإرهاب دولة، ونفذت هذه العملية باستخدام الرصاص الحي والغاز. وقد نظمت حركة غزة الحرة ومؤسسة الإغاثة الإنسانية التركية أسطول الحرية وحملته بالبضائع  والمستلزمات الطبية ومواد البناء مخططة لكسر حصار غزة، وكانت نقطة التقائها قبالة مدينة ليماسول في جنوب قبرص، وتقل 633 شخصًا من 37 بلدًا وبعض المصادر تقول أن عدد النشطاء هو 750 ناشطًا من 50 بلدًا. وقوبل هذا الهجوم بنقد دولي على نطاق واسع، وطالب مسؤولون من أنحاء العالم من الأمم المتحدة بإجراء تحقيق. وألغى رئيس الوزراء الإسرائيلي رحلته إلى الولايات المتحدة، والتي كان من المقرر أن يلتقي فيها باراك اوباما، وعاد إلى إسرائيل من كندا، ورفضت إسرائيل دعوات من الأمم المتحدة والحكومات في جميع أنحاء العالم من أجل إجراء تحقيق دولي في الهجوم على الاسطول المحمل بالمعونات المرسلة إلى غزة. وقامت إسرائيل بتشكيل لجنة تحقيق ويرأسها القاضي السابق في المحكمة العليا يعقوب تيركل،  وتضم شخصيتين من كندا وأيرلندا بصفة مراقبين فقط. وستكلف اللجنة أيضا بالنظر في ملائمة الحظر البحري الذي تفرضه إسرائيل على قطاع غزة مع أحكام القانون الدولي. وقد قرر مجلس حقوق الإنسان تشكيل لجنة تحقيق دولية في الهجوم علي على الأسطول 
في 22 مارس 2013 قدم رئيس الوزراء الإسرائيلي بنيامين نتنياهو اعتذاراً رسمياً لنظيره التركي رجب طيب أردوغان خلال مكالمة هاتفية على الهجوم واعترف بحدوث «بعض الأخطاء العملية» وتعهد بدفع التعويضات لأسر الضحايا، مقابل الاتفاق على عدم ملاحقة أي جهة قد تكون مسؤولة عن الحادث قانونياً. واتفق الجانبان على تبادل السفراء وتطبيع العلاقات، وذلك خلال مكالمة هاتفية شجع عليها الرئيس الأمريكي باراك أوباما خلال زيارته إلى إسرائيل في تلك الفترة.

## الأسطول

### خلفية
أسطول الحرية هو مجموعة من ست سفن، تضم ثلاث سفن تركية، وسفينتين من بريطانيا، بالإضافة إلى سفينة مشتركة بين كل من اليونان وأيرلندا والجزائر والكويت، تحمل على متنها مواد إغاثة ومساعدات إنسانية، بالإضافة إلى نحو 750 ناشطا حقوقيا وسياسيا، بينهم صحفيون يمثلون وسائل إعلام دولية. قامت جمعيات وأشخاص معارضين للحصار الإسرائيلي المفروض على قطاع غزة منذ العام 2007، ومتعاطفين مع شعبه بتجهيز القافلة وتسييرها،، وفي مقدمة المنظمين لرحلة أسطول الحرية مؤسسة الإغاثة الإنسانية التركية.
انطلق أسطول السفن من موانئ لدول مختلفة في جنوب أوروبا وتركيا، وكانت نقطة التقائها قبالة مدينة ليماسول في جنوب قبرص، قبل أن تتوجه إلى القطاع مباشرة. انطلق الأسطول باتجاه قطاع غزة في 29 مايو 2010، محملا بعشرة آلاف طن من التجهيزات والمساعدات، والمئات من الناشطين الساعين لكسر الحصار، الذي قد بلغ عامه الثالث على التوالي.

### التنظيم

#### حركة غزة الحرة
حركة غزة الحرة هي تحالف من الناشطين المؤيدين للفلسطينيين من منظمات حقوق الإنسان، شُكِلت لتحدي الحصار الإسرائيلي المفروض على قطاع غزة من قبل إبحار المساعدات الإنسانية إلى غزة. وتضم الحركة مدافعين عن حقوق الإنسان وعاملين في المجال الإنساني وصحافيين من جنسيات مختلفة. أملت المنظمة تسليط الضوء على الحصار المفروض على القطاع. وكانت منظمات غير حكومية، قد قالت في مارس/ آذار، أن الوضع الإنساني في قطاع غزة الذي يضم 1,5 مليون شخص، هو الأسوأ منذ احتلال إسرائيل للقطاع عام 1967.

#### مؤسسة الإغاثة
اسم مؤسسة الإغاثة الكامل هو «مؤسسة الإغاثة الإنسانية التركية» أو «مؤسسة إغاثة حقوق الإنسان والحريات الإنسانية» ، وأسست بغرض مساعدة المسلمين في البوسنة، وقامت بأعمال إغاثة في أماكن مختلفة من العالم.

### الحمولة
وكانت الحمولة تقدر بعشرة آلاف طن من المساعدات الإنسانية، وتقدر قيمتها بمبلغ 20 مليون دولار، بما في ذلك الطعام والكراسي المتحركة، والكتب والألعاب، ومولدات الكهرباء، والدواء ، ومواد البناء مثل الأسمنت التي كانت جزءًا من البضائع التي تحظرها إسرائيل كجزء من الحصار.

### المشاركات في الأسطول

#### السفن

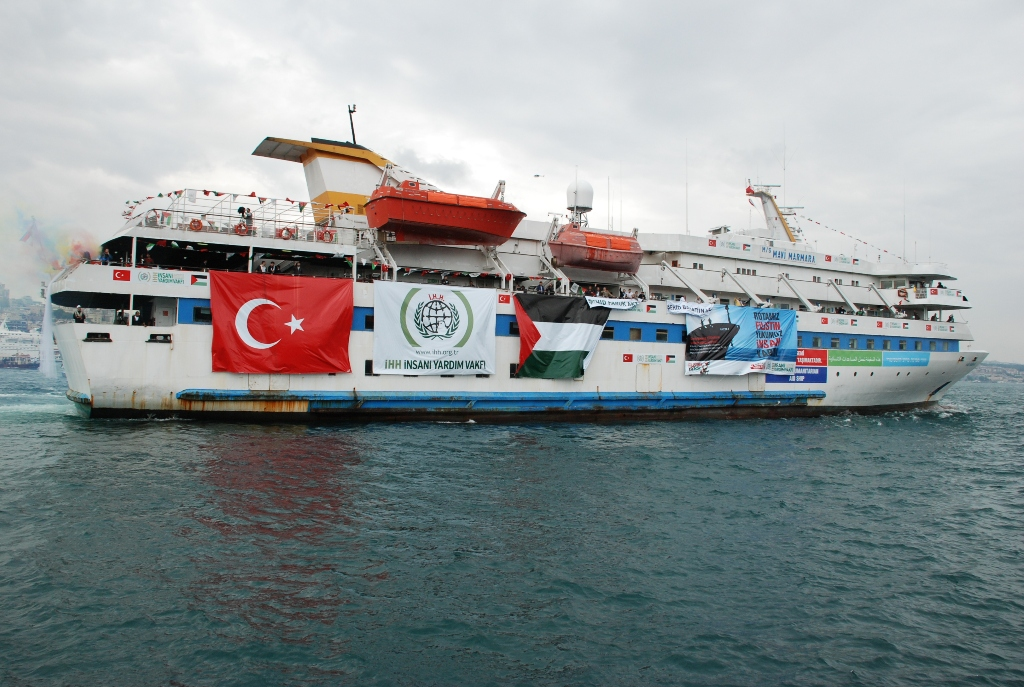
سفينة مافي مرمرة في طريقها إلى غزة

يتألف الأسطول من ستة سفن مستأجرة أو مملوكة من قبل عدد من المنظمات غير الحكومية منها حركة غزة الحرة ومؤسسة الإغاثة الإنسانية التركية ، وأشهر هذه السفن كانت (إم في مافى مرمرة) التي ترفع علم تركيا. وقد تخلفت سفينتان عن الأسطول بسسب تخريب يحتمل أنه إسرائيلي.
- مافي مرمرة:[54] (بالإنجليزية: MV Mavi Marmara) ويعني اسمها «مرمرة الزرقاء» [55]، وهي سفينة ركاب ترفع علم جزر القمر بنتها شركة بناء السفن التركية في ترسانة «جولدن جيت» في سنة 1994. ولهذه السفينة القدرة على حمل 1080 راكب. وقد اشترتها مؤسسة الإغاثة الإنسانية التركية في سنة 2010 م لتقديم عشرة آلاف طن من المساعدات الإنسانية إلى قطاع غزة وبتكلفة قدرها 800,000 دولار.[56]
- غزة: هي سفينة ترفع علم تركيا كانت موجودة ضمن أسطول الحرية. تديرها مؤسسة الإغاثة الإنسانية التركية [57] تتألف حمولتها من 2104 طن من الأسمنت و 600 طن من الصلب المستخدم في البناء، و 50 طنا من البلاط،[58][59] وتحمل أيضا 13 من أفراد الطاقم التركي وخمسة من الناشطين.[57]

- تشلنجر 1 :[60] هي سفينة موجودة ضمن أسطول الحرية ترفع علم أمريكا وتديرها حركة غزة الحرة [61]
- تشلنجر 2 :[60] هي سفينة ترفع علم أمريكا موجودة ضمن الأسطول وتديرها حركة غزة الحرة [61]

- سفندوناي:[62] هي سفينة ضمن أسطول الحرية ترفع علم اليونان (بالإنجليزية: Sfendoni) وقد غادرت مع إليفثيراى ميزوجايوز واجتمعتا مع باقي السفن قبالة قبرص [63][64]
- إليفثيراى ميزوجايوز:[62] هي سفينة ضمن أسطول الحرية ترفع علم اليونان وقد كانت محملة بالكراسي المتحركة ومواد البناء والأدوية [65]

- ديفن واي: هي سفينة ضمن أسطول الحرية ترفع علم كيريباس، وتملكها وتديرها مؤسسة الإغاثة الإنسانية التركية [66] وتحمل شحنة من البضائع المختلطة بما في ذلك 150 ألف طن من الحديد، 98 وحدات الطاقة،50 منزل مسبق الصنع، وأصناف مختلفة من المتخصصين والمعدات الطبية.[66] باإضافة إلى الأغذية، والأحذية والأدوية والكراسي المتحركة والملابس والدفاتر والكتب المدرسية.[59]

- راشيل كوري: [67] سفينة أيرلندية كانت ضمن الأسطول.

#### الأشخاص
| ؛ الأشخاص شارك في الأسطول العديد من الأشخاص ومنهم: - فهمي بولنت يلدرم: رئيس مؤسسة الإغاثة الإنسانية التركية. وكان من المشاركين على متن مافى مرمرة. - كيت جيراغتي: مصور من أستراليا - إيرا لي: مخرج برازيلي - سفيتوسلاف ايفانوف: مراسل بلغاري - أنيت غروث: عضو البوندستاج الألماني. - نورمان باييك: عضو سابق في البوندستاج الألماني. - حنين الزعبي: عضو في الكنيست الإسرائيلي وهي أول امرأة تنتخب لعضوية الكنيست عن حزب عربي - رائد صلاح: زعيم الجناح الشمالي للحركة الإسلامية في فلسطين - وائل السقا: رئيس السابق لنقابة المهندسين الأردنيين. - فتحي أبونصار: رئيس لجنة الحريات النقابية في الأردن. - وليد الطبطبائي: عضو في مجلس الأمة (البرلمان) الكويتي. - ايدا مانغا:مؤرخ سويدي - درور فيلر: فنان سويدي إسرائيلي. - هاكان البيرق: صحفي تركي. - سنان البيرق: ممثل تركي. - حسن عبد الغني: صحفي أسكتلندي ومراسل تلفزيون - اميل صرصور: رئيس اتحاد جمعيات المهاجرين في ابسالا، السويد - تيريزا مكدرموت:ناشط |       | الجنسيات شارك في الأسطول العديد من الأشخاص من العديد من البلدان وجنسيات المشاركين كالتالي \| الجنسة \| العدد \| \| ---------------- \| ----- \| \| الجزائر \| 28 \| \| أستراليا \| 3 \| \| أذربيجان \| 2 \| \| البحرين \| 4 \| \| بلجيكا \| 5 \| \| البوسنة والهرسك \| 1 \| \| البرازيل \| 1 \| \| بلغاريا \| 2 \| \| كندا \| 2 \| \| كوبا \| 1 \| \| التشيك \| 4 \| \| مصر \| 3 \| \| فرنسا \| 9 \| \| ألمانيا \| 11 \| \| اليونان \| 38 \| \| إندونيسيا \| 12 \| \| أيرلندا \| 9 \| \| إسرائيل \| 4 \| \| إيطاليا \| 6 \| \| الأردن \| 30 \| \| كوسوفو \| 1 \| \| الكويت \| 18 \| \| لبنان \| 3 \| \| مقدونيا \| 3 \| \| ماليزيا \| 18 \| \| موريتانيا \| 3 \| \| المغرب \| 7 \| \| هولندا \| 2 \| \| نيوزيلندا \| 1 \| \| النرويج \| 3 \| \| عمان \| 1 \| \| باكستان \| 3 \| \| قطر \| 1 \| \| صربيا \| 1 \| \| جنوب أفريقيا \| 1 \| \| السويد \| 11 \| \| سوريا \| 3 \| \| تركيا \| 380 \| \| المملكة المتحدة \| 31 \| \| الولايات المتحدة \| 11 \| \| اليمن \| 4 \| |
| الجنسة | العدد | |
| الجزائر | 28    | |
| أستراليا | 3     | |
| أذربيجان | 2     | |
| البحرين | 4     | |
| بلجيكا | 5     | |
| البوسنة والهرسك | 1     | |
| البرازيل | 1     | |
| بلغاريا | 2     | |
| كندا | 2     | |
| كوبا | 1     | |
| التشيك | 4     | |
| مصر | 3     | |
| فرنسا | 9     | |
| ألمانيا | 11    | |
| اليونان | 38    | |
| إندونيسيا | 12    | |
| أيرلندا | 9     | |
| إسرائيل | 4     | |
| إيطاليا | 6     | |
| الأردن | 30    | |
| كوسوفو | 1     | |
| الكويت | 18    | |
| لبنان | 3     | |
| مقدونيا | 3     | |
| ماليزيا | 18    | |
| موريتانيا | 3     | |
| المغرب | 7     | |
| هولندا | 2     | |
| نيوزيلندا | 1     | |
| النرويج | 3     | |
| عمان | 1     | |
| باكستان | 3     | |
| قطر | 1     | |
| صربيا | 1     | |
| جنوب أفريقيا | 1     | |
| السويد | 11    | |
| سوريا | 3     | |
| تركيا | 380   | |
| المملكة المتحدة | 31    | |
| الولايات المتحدة | 11    | |
| اليمن | 4     | |

## استعدادات وتحديات

### على الصعيد الفلسطيني
تواصلت الاستعدادات في قطاع غزة لاستقبال القافلة التي تسعى لكسر الحصار الإسرائيلي المفروض عليه. حيث قامت لجنة استقبال «سفن كسر الحصار»، التابعة لحركة حماس باستكمال الاستعدادات في مرفأ الصيد الصغير، غرب مدينة غزة لاستقبال هذه السفن. وقد كان من المُخطط أن ينطلق حوالي 100 قارب فلسطيني لاستقبال الأسطول في عُرض البحر.
وقد طالب إسماعيل هنية رئيس الحكومة المقالة، والقيادي الكبير في حماس، المجتمع الدولي بمساندة السفن المتجهة إلى غزة. وقال هنية في كلمة له خلال حفل افتتاح مرفأ الصيادين في غزة بعد تجهيزه لاستقبال السفن: «نطالب الاثنين، المجتمع الدولي والمؤسسات الدولية وأحرار العالم، أن يقفوا إلى جانب القافلة، وأن يتصدوا لعربدة الاحتلال في البحر، وأن يساندوا أبناء الشعب الفلسطيني في غزة».
وأضاف هنية: «الحصار سوف يكسر إن وصلت هذه القافلة إلى غزة، إن وصلت القافلة، فسيكون ذلك نصرا لغزة ومن في القافلة»، وتابع: «إن تعرض لها الصهاينة ومارسوا إرهابهم، فهو نصر لغزة والقافلة، لأنها ستصبح فضيحة سياسية وإعلامية دولية، وستحرك من جديد قوافل أخرى لكسر الحصار».

### على الصعيد الإسرائيلي
حذرت إسرائيل من أنها ستستخدم القوة لاعتراض القافلة، وسترحل الناشطين الموجودين على متنها. حيث قال متحدث باسم الجيش الإسرائيلي، أن سفنا حربية إسرائيلية، قد تحركت إلى عرض البحر لاعتراض قافلة السفن، ومنعها من الوصول إلى غزة، وكسر حصارها.
وقال وزير الخارجية الإسرائيلي أفيجدور ليبرمان: «أن بلاده قد استعدت لإيقاف قافلة السفن مهما كان الثمن»، ووصف قافلة السفن بأنها نوع من «التحرش»، داعيا المجتمع الدولي إلى ما أسماه «تفهم إجراءات إسرائيل الصارمة»، وأضاف: «لدينا كل العزم والإرادة السياسية، لمنع هذا التحرش ضدنا، أعتقد أننا مستعدون مهما كان الثمن لمنع هذا التحرش».
وقال مسئولون عسكريون إسرائيليون، أن مجموعة أولية من السفن الحربية، قد اتجهت إلى عرض البحر، استعدادا لوصول قافلة السفن، وأنه أعُدت خطط لإرسال سفن حربية إضافية، بعد ورود تقارير أشارت إلى أن بعض السفن في القافلة، تعاني من بعض المشكلات الميكانيكية.
وأضافوا أنهم سيقومون باعتراض طريق السفن، واقتيادها إلى ميناء إسدود الإسرائيلي، والتي كانت قد جهزته لهذا الغرض، ومن ثم، تخيير الناشطين بين المغادرة أو السجن. وسيقومون بعد الفحص الأمني لحمولة السفن، بنقلها إلى غزة عبر الأمم المتحدة، وأشاروا إلى أنهم يأملون أن تحل القضية سلميا، بيد أنهم مستعدين لاستخدام القوة إذا كان ذلك ضروريا.

## الإبحار
غادرت خمس سفن مياه قبرص في صباح يوم 30 مايو، 2010. وكانت هناك ثلاث سفن أخرى قادمة من مناطق متعددة (وقد انطلقت السفن من أربع دول بالمجموع: قبرص وتركيا واليونان وأيرلندا). وقد منعت السلطات القبرصية انضمام بعض البرلمانيين الأوروبيين إلى القافلة من موانئها، لكنهم التحقوا بعد ذلك بالأسطول. وعلى الطريق تعطّلت سفينتان من السفن الثمانية، فاضطر الأسطول إلى تركها ومتابعة الرحلة دونها، ومن ثم فقد كان من المُقرّر أن تصل ست سفن إلى غزة في موعد قُدّر بصباح يوم 31 مايو.

## التهديدات الإسرائيلية
في يوم 26 مايو هدّدت البحرية الإسرائيلية بمهاجمة الأسطول إذا ما استمر بالمضي قدماً نحو القطاع. ووفقاً لأحد المصادر العسكرية، فقد صدرت أوامر حكومية إلى الجيش بمنع وصول الأسطول إلى غزة. وتضمنت الأوامر إرسال تحذير إلى الأسطول بالتوقف عن الإبحار، وإذا ما تجاهل التحذير فسوف تقوم القوات البحرية الإسرائيلية باقتحام السفن وأخذها إلى ميناء إسرائيلي، ومن هناك سوف تُعيد الركاب إلى بلادهم. وقد عقد المشاركون في القافلة مؤتمرًا صحفيًا في أنطاليا -نُقطة انطلاق السفن التركية- قرروا فيه رفض التهديدات الإسرائيلية والإبحار.

## الهجوم
تواصلت تهديدات إسرائيل مع اقتراب موعد الانطلاق، وقُبيله، أبلغت إسرائيل عن أنها قد أرسلت سفناً من البحرية الإسرائيلية لمنع القافلة من الوصول، وأنها ستهاجم إذا ما استمر الأسطول في الإبحار، وقالت أنها سترحل الناشطين الموجودين على متن سفن القافلة. وقد قال وزير الخارجية الإسرائيلي - أفيغدور ليبرمان - أن البحرية قد استعدت لمنع الأسطول من الوصول مهما كان الثمن. وقد أضاف: «لدينا كل العزم والإرادة السياسية لمنع هذا التحرش ضدّنا، أعتقد أننا مستعدون مهما كان الثمن لمنع هذا التحرش». وقد صرّح عسكريون إسرائيليون بأنهم سوف يقومون بمهاجمة السفن وأخذها إلى ميناء إسرائيلي في حال استمر الأسطول بالإبحار، ومن ثم سوف يُخيّرون الركّاب بين السّجن أو العودة إلى بلادهم.

## التحقيق

### التحقيق الإسرائيلي
قامت إسرائيل بتشكيل لجنة خاصة برئاسة القاض السابق في المحكمة العليا الإسرائيلية، يعقوب تيركل، تُناط بها مهمة التحقيق بالهجوم على "أسطول الحرية ، وقد نشر غيورا آيلند رئيس طاقم التحقيق العسكري الإسرائيلي نتائج تحقيقة في الهجوم فقال أنه كان يوجد هناك أخطاء مهنية كبيرة وقعت على مستويات قيادية مختلفة وجاء في التقرير أن قوات البحرية الإسرائيلية فشلت في تقدير الموقف وقال أنه تم ارتكاب أخطاء في القرارات التي اتخذ بعضها على مستويات عالية نسبيا، وأتهم الناشطين أنهم فتحوا النار على القوات الإسرائيلية الخاصة. وقد دافع رئيس الأركان الإسرائيلي عن الجنود وقال أنهم أبدوا برودة أعصاب وشجاعة وأخلاقية، وأكد أنه يتحمل المسؤولية عن عملية الهجوم 

### التحقيق الدولي
قرر مجلس حقوق الإنسان تشكيل لجنة تحقيق دولية في الهجوم علي على الأسطول وتتكون اللجنة من ثلاثة خبراء مستقلين هم (ديسموند دي سيلفا) من بريطانيا و(ماري شانتي دايريام) من ماليزيا و(كارل هدسون فيليبس) من ترينداد وتوباجو. وقد بدأ التحقيق في يوم الثلاثاء 13 أغسطس في نيويورك وقد تم إصدار نتائج أولية تدين إسرائيل في 15 سبتمبر 

## روايات

### رواية المتضامنون على متن السفن
روي قبطان السفينة مرمرة هذا الهجوم فقال:
 كان أول تماس مع البحرية الإسرائيلية في الساعة 22:30 وكنا في المياه الدولية على بعد 75ميل بحري من إسرائيل، وقال أنهم لم يتلقوا تحذيراً بشأن الهجوم وفي الساعة 04:00 باغتت المروحية الإسرائيلية من الجو وأحطنا بالجنود الإسرائليين المدججين بالسلاح وبدأت المروحية الإسرائيلية بانزال الجنود واستغرق نزولهم من سطح السفينة إلى الأسفل 30 دقيقة طول هذه المدة استمر إطلاق النار، وكان مع الجنود أسلحة لرمي الرصاص المطاطي، أسلحة لرمي الكرات الزجاجية التي تسبب الألم، أسلحة طويلة وقصيرة لرمي الرصاص الحي.

### رواية الجيش الإسرائيلي
حسب مارواه «أدرعي» قائد البحرية الإسرائيلية فإن النشطاء الموجودين على متن سفن كسر الحصار قاوموا القوات الإسرائيلية التي سيطرت على سفن، و«كانوا مسلحين بسكاكين وفؤوس وعصي»، وأضاف أن «عدداً من المتظاهرين خطفوا سلاح أحد الجنود وأطلقوا النار منه باتجاه القوة (الإسرائيلية)، وهكذا فقد أصبح المتظاهرون يستخدمون السلاح البارد والناري ضد قواتنا». وأضاف «أدرعي» أن البوارج الحربية الإسرائيلية «اعترضت سفن كسر الحصار عندما اقتربت من المياه الإقليمية وطالبتها إما بالعودة من حيث جاءت أو مرافقة سفننا إلى ميناء إسدود»، وتابع أنه «بعدما استمرت السفن في طريقها باتجاه شواطئ غزة، أصدر الأمر بالسيطرة عليها بموجب قرار الحكومة. وبعد السيطرة على قسم من السفن واستخدام القوة ضد قواتنا، أصدر أمر بتفريق المتظاهرين بالقوة.

## الخسائر في الجانبين
كانت الخسائر في كلا الجانبين كالتالي:

### خسائر الأسطول
وقع في هذا الجانب العديد من القتلى والجرحى ومنهم:

#### قتلى
وحسب وكالة أنباء الأناضول التركية الرسمية فإن كل القتلى كانوا رجالا، ثمانية منهم أتراك والتاسع أميركي من أصل تركي، كما أن هناك ثلاثة مفقودين، وهم: أيدين آتاج، وجلبي بوزان، وعثمان كورت.
| البلد | الاسم                               | العمر   |
| --- | ----------------------------------- | ------- |
| تركيا · من لواء إسكندرون جنوب تركيا. | جنغز آكيوز                          | 41 عاما |
| تركيا · من ديار بكر جنوب شرق تركيا. | علي حيدر بنغي                       | 41 عاما |
| تركيا · مهندس كهرباء من مدينة سيرت جنوب شرق تركيا. | إبراهيم بلغن                        | 61 عاما |
| تركيا · وهو صحفي مولود في مدينة قيصري وسط تركيا. | جودت كلجلار أو سيفديت كيليقلر       | 38 عاما |
| تركيا · مدينة إزمير، وهي ميناء على بحر إيجة. | جنغز سنغر                           | 47 عاما |
| تركيا · بطل سابق لأوروبا في التايكوندو، عمل لاحقا مدربا للفريق الوطني في بلاده، وكان يسكن بمدينة أضنة بجنوب تركيا.                                                        | جتين تبجو أوغلو أو سيتين طوبق أوغلو | 54 عاما |
| تركيا · رجل إطفاء وأب لأربعة أطفال منحدر من المدينة الجنوبية أديامان، ونقلت وكالة الأناضول عن أخيه حبيب قوله إن فهري كان دائما يود أن يموت وهو يقاتل إسرائيل ليقتل شهيدًا. | فهري يلز                            | 43 عاما |
| تركيا · الذي يعمل في المؤسسة التي نظمت الأسطول. | نجدت يلدرن                          | 32 عاما |
| الولايات المتحدة · أميركي من أصل تركي، وقد أظهر تقرير للطب الشرعي أنه قتل بإطلاق النار عليه من مسافة قريبة بأربع طلقات في رأسه وخامسة في صدره، حسب وكالة الأناضول.        | فرقان دوجان                         | 19 عاماً |

### جرحى
عُلج 19 جريحا في أنقرة و31 في إسطنبول و5 آخرون يخضعون للعلاج في مستشفيات إسرائيل 
| اسم الجريح           | اسم المستشفى     |
| -------------------- | ---------------- |
| أوغور سليمان سويلماز | طلحة شوم         |
| محمد علي زئبق        | هيفا رانبان      |
| احمد ايدن بكر        | بالينسون         |
| شلبي بوزان           | أتاتورك التعليمي |
| عثمان كورتش          | أتاتورك التعليمي |

| الاسم                    | الحالة                            |
| ------------------------ | --------------------------------- |
| إسماعيل حقي وهاب أوغلو   | رصاص بالساق                       |
| أيوب يشار                | جرح بالساق                        |
| مجاهد شاهين              | صدمة بالرأس                       |
| سليم أوزكابكاتش          | صدمة بالكتف                       |
| محمد لطيف كايا           | صدمة بالذراع                      |
| علي توكلومان             | رصاص بالجسد                       |
| محمد تونتش               | سحق بالقدم                        |
| جودة                     | رصاص بالجسد                       |
| نجادي                    | ضرب                               |
| أردينتش                  | رصاص بالجهة اليسرى                |
| إلياس                    | رصاص بالكتف الأيمن                |
| عبد الحليم               | رصاص بالذراع اليمين               |
| مصطفى                    | رصاص بالركبة اليسرى والفخذ الأيمن |
| محمد أمين                | تجبير                             |
| شاهين إبراهيم            | تهشم بالجهة السفلية اليسرى        |
| حسين موتلو               | رصاص                              |
| معمر جان                 | نقص ضغط الدم                      |
| آلپر موتلو               | رصاص                              |
| شوكرو پيكر               | رصاص                              |
| آية الله تكين            | رصاص                              |
| محمد علي أكدنيز          | رصاص                              |
| موسى تشوغاش              | رصاص                              |
| محي الدين غيلي           | رصاص                              |
| حليم يازيجي              | كسر في الطرف السفلي               |
| زكريا كايا               | رصاص في العضد الأيمن              |
| كمال تشيلن               | رصاص                              |
| عبد الله طه جان          | رصاص                              |
| فكري كارفيل              | تجبير                             |
| أوكفيانتو أميل بهاءالدين | كسر في اليد اليمنى                |

### خسائر الجيش الإسرائيلي
صرّح الجيش الإسرائيلي أن أثر المواجهة جُرح بعض الجنود. لم تكن هناك خسائر في الأرواح لدى هذا الجانب.

## ردود الفعل الدولية
تواصلت ردود أفعال دول العالم المنددة بالاعتداءات الإسرائيلية على سفن الإغاثة المتجهة إلى قطاع غزة (أسطول الحرية) والتي أسفرت عن سقوط قتلى وجرحى من النشطاء السياسيين والإعلاميين والحقوقيين.

## معرض صور

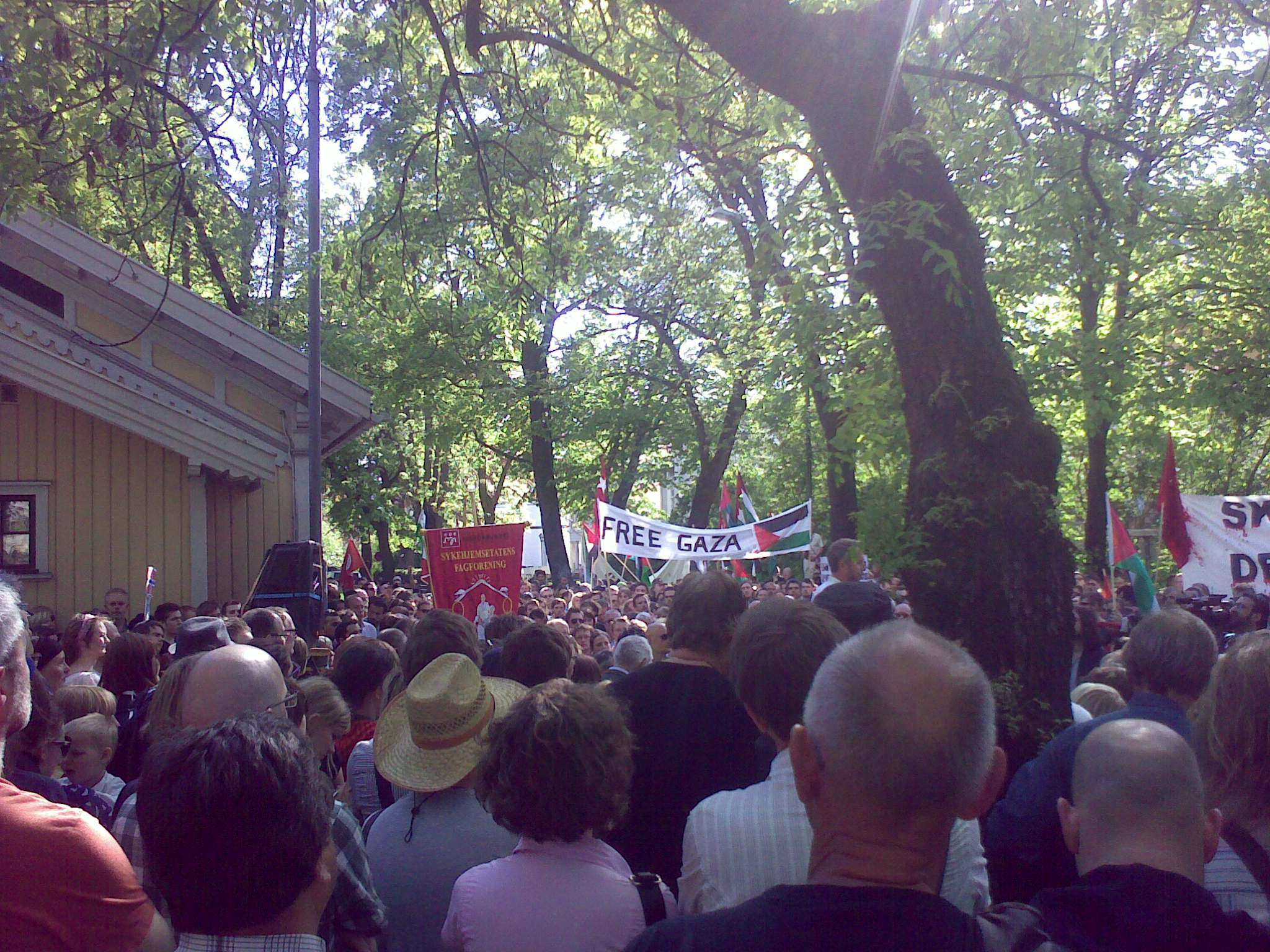
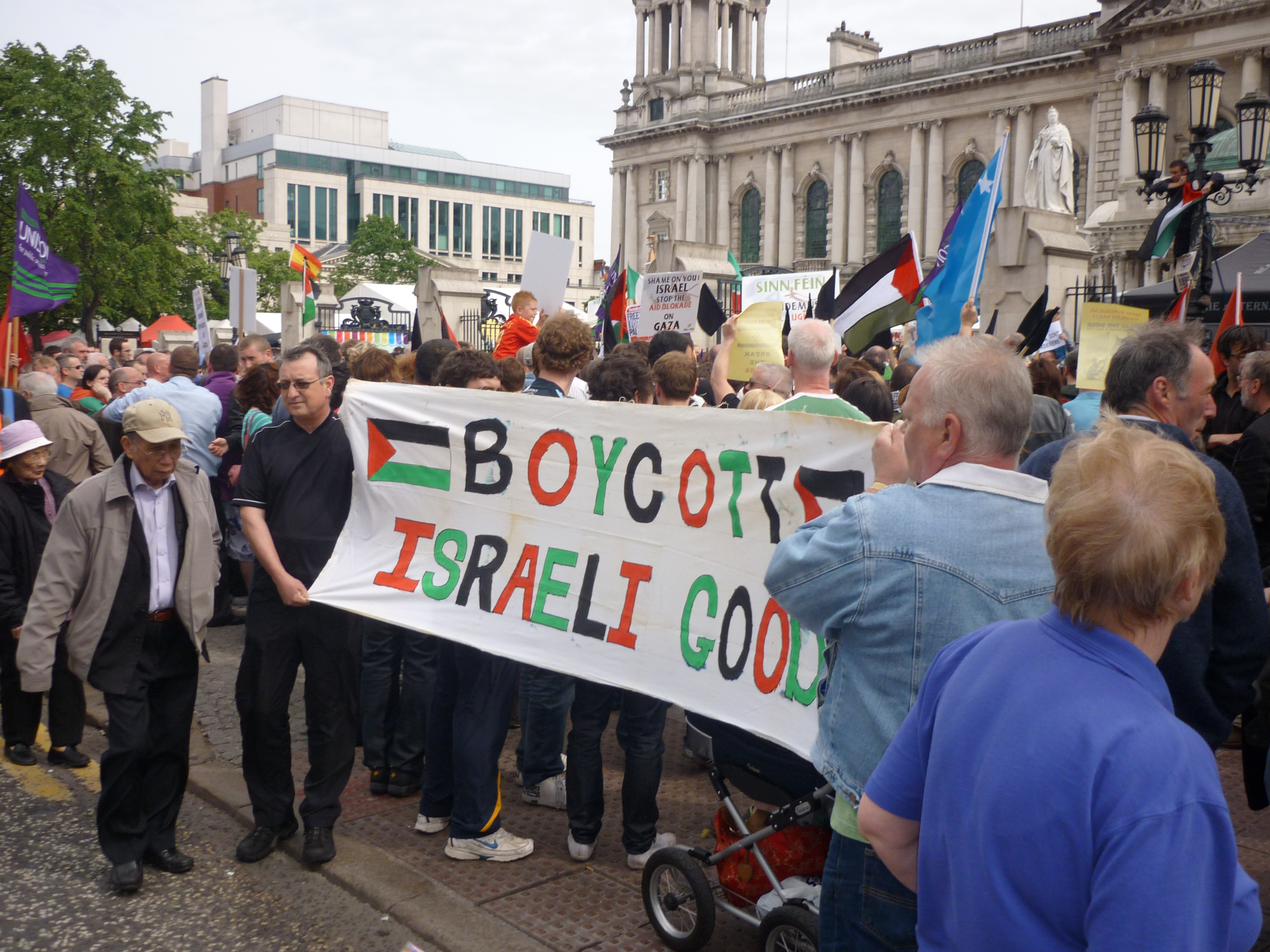
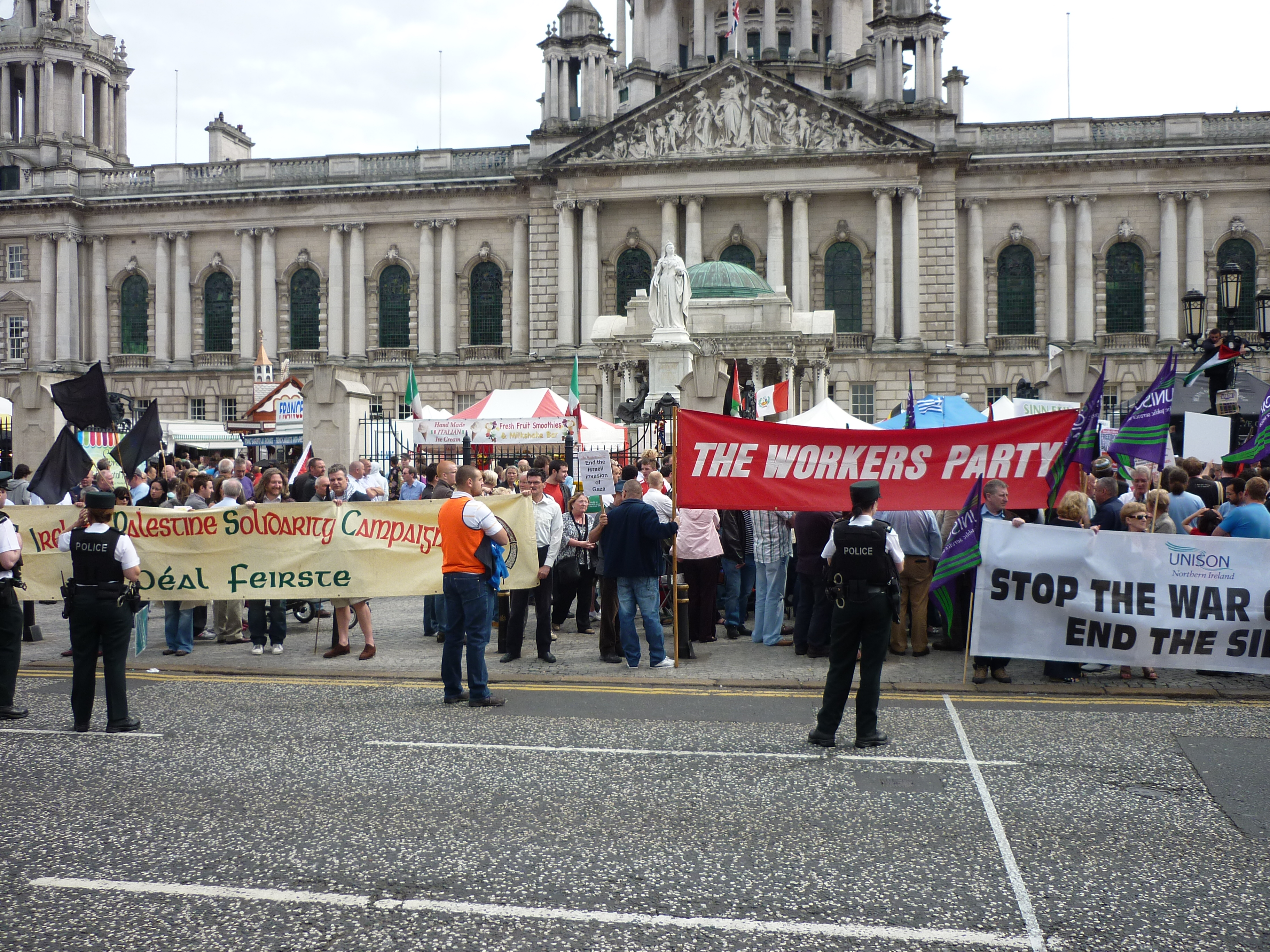
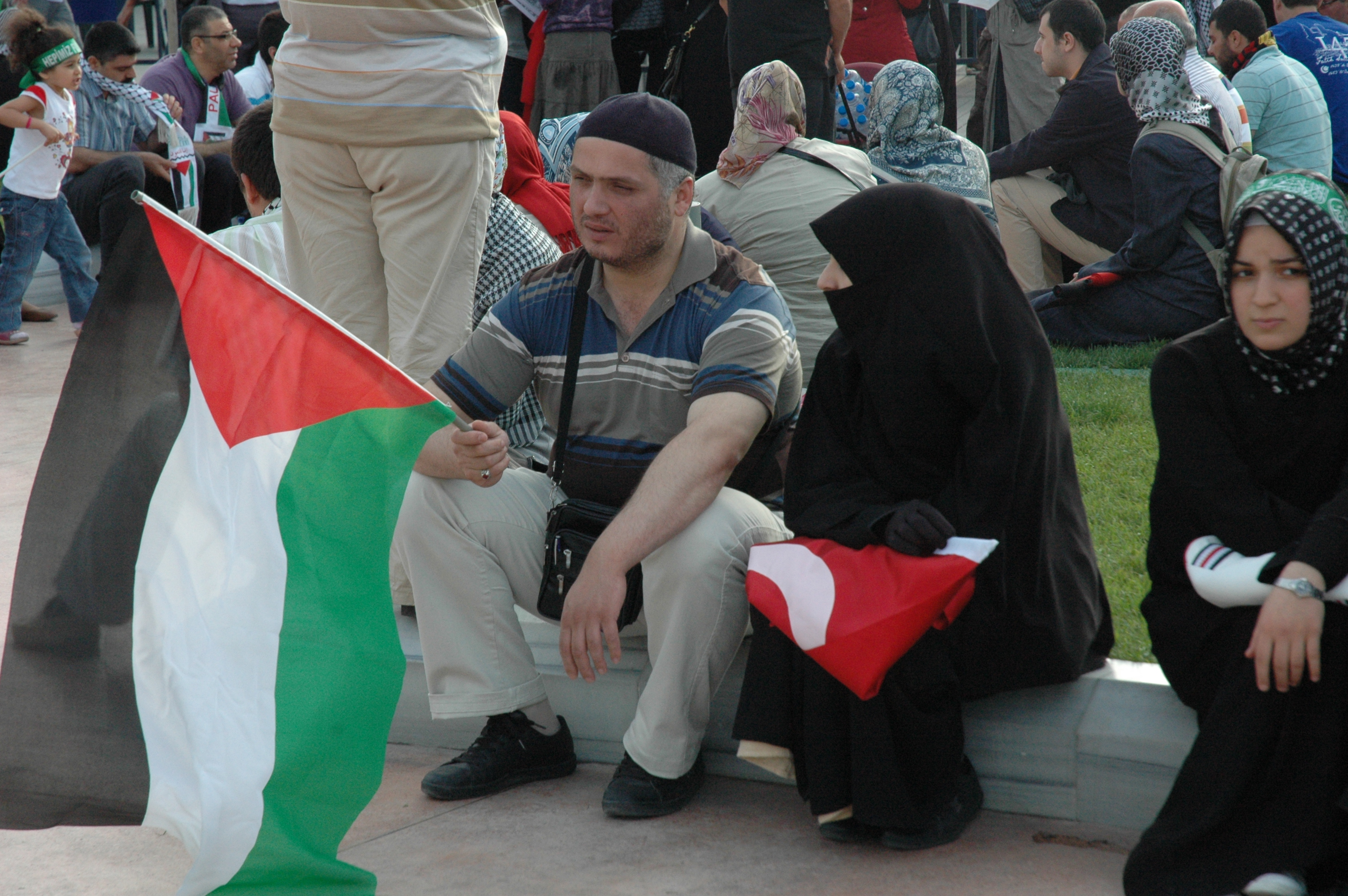
تجمع للتنديد في إسطنبول
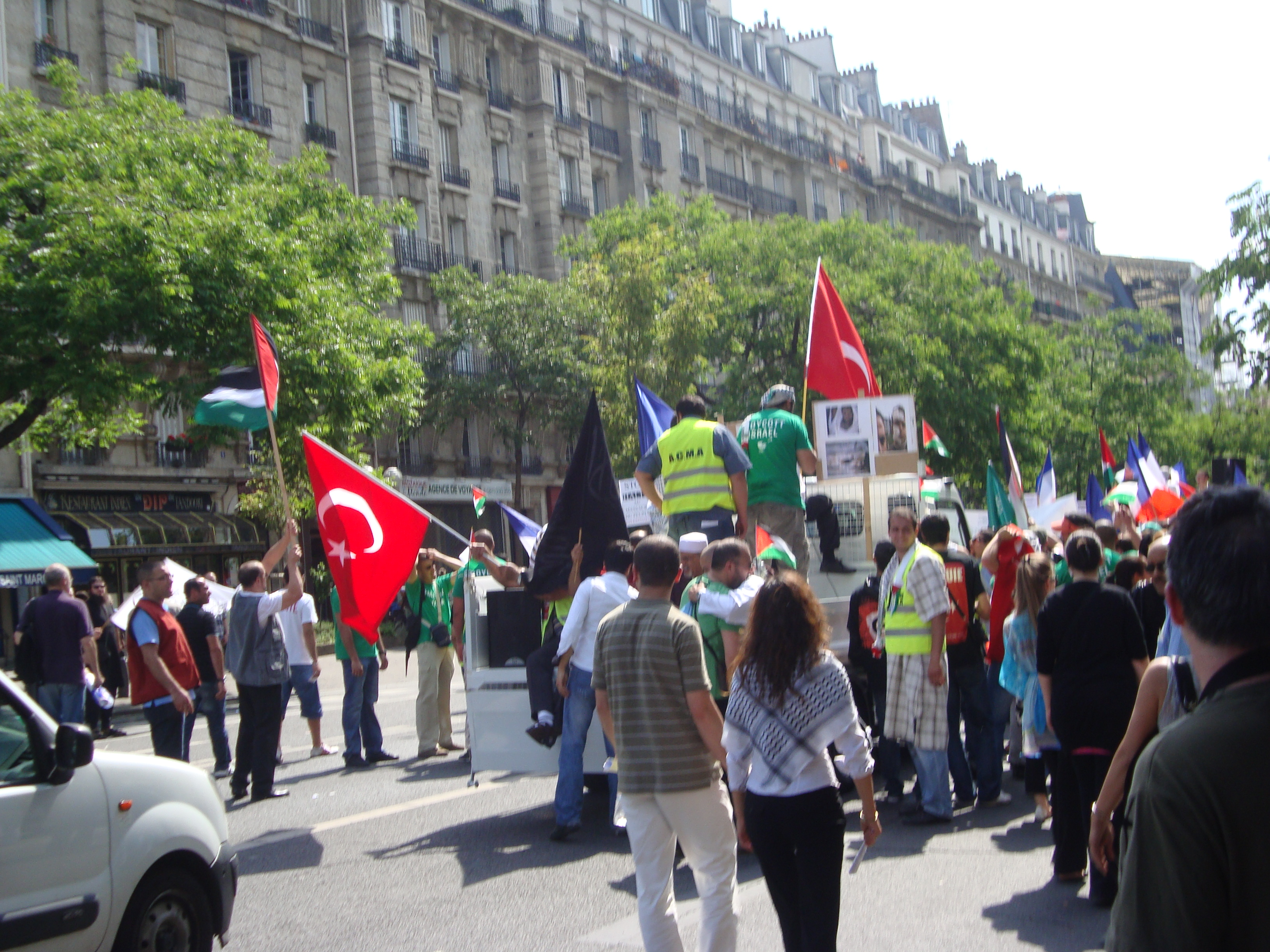
مظاهرة في باريس

## اقرأ أيضًا
- الهجوم على أسطول الحرية لغزة 2025
- حركة غزة الحرة
- أسطول الحرية
- مافي مرمرة
- الحرب على غزة (2008–2009)
- حصار غزة

## وصلات خارجية
- سجلها (الجيش الإسرائيلي) أثناء عملية اقتحامه لسفن القافلة . على يوتيوب- يوتيوب، تاريخ البث: 31 مايو 2010.
- لقطات سجلها (الجيش الإسرائيلي) أثناء عملية إنزال لجنوده على سفن القافلة على يوتيوب- يوتيوب، تاريخ البث: 31 مايو 2010.